# Chrominancja
Chrominancja – składowa analogowego lub cyfrowego sygnału obrazu kolorowego odpowiadająca za odcień oraz nasycenie koloru.

## Motywacja
Reprezentacja obrazu kolorowego przy pomocy składowej luminancji i dwóch składowych chrominancji ma wiele uzasadnień technicznych i fizjologicznych:
- oko ludzkie jest mniej wrażliwe na detale (szybkie zmiany) odcienia i nasycenia koloru niż na szybkie zmiany jasności
- w obrazach kolorowych naturalnego pochodzenia składowe chrominancji zmieniają się w sposób mniej gwałtowny niż luminancja
- składowe chrominancji mają mniejszą dynamikę w porównaniu z luminancją
- składowe luminancji i chrominancji są wzajemnie mniej skorelowane niż składowe RGB, zatem ta pierwsza reprezentacja zmniejsza redundancję
- reprezentacja luminancja + chrominancja jest kompatybilna z czarno-białą reprodukcją obrazu, która wykorzystuje samą luminancję.

## Oznaczenia
W systemach telewizji analogowej przyjęto oznaczać składowe obrazu symbolem YUV, gdzie U i V oznaczają dwie składowe chrominancji. W systemach telewizji cyfrowej oraz cyfrowym przetwarzaniu obrazów reprezentacja ta nosi oznaczenie YCBCR, gdzie odpowiednio CB i CR oznaczają składowe chrominancji.